# Альфред Йон
Альфред Йон (нім. Alfred John; 5 травня 1920, Альтенкірхен — 19 січня 2000) — німецький офіцер-підводник, оберлейтенант-цур-зее крігсмаріне.

## Біографія
1 жовтня 1938 року вступив на флот. З 2 березня 1940 року — 2-й адміністративний офіцер 5-го морського артилерійського дивізіону в Піллау, з 1 травня 1940 року — 5-ї флотилиї торпедних катерів. З грудня 1941 року — адміністративний офіцер на плавучій базі підводних човнів «Вальдемар Копгамель». З вересня 1942 по лютий 1943 року — 2-й ад'ютант командування флоту. 4 березня 1943 року призначений в 2-гу роту штурманського училища Готенгафена.
З 6 червня по 19 листопада 1943 року пройшов курс підводника, з 20 листопада по 31 грудня — курс кермування, з 1 січня по 19 лютого 1944 року — курс командира підводного човна, з 20 лютого по 4 квітня 1944 року — командирську практику на підводному човні U-415, на якому взяв участь в одному поході (2-31 березня 1944). 5 квітня 1944 року переданий в розпорядження 1-ї флотилії. 27 квітня 1944 року направлений на будівництво U-828. З 17 червня 1944 року — командир U-828. 5 травня 1945 року наказав затопити човен в рамках операції «Регенбоген». 8 травня 1945 року взятий в полон британськими військами. В липні 1945 року звільнений.

## Звання
- Кандидат в офіцери адміністративної служби (1 жовтня 1938)
- Кадет адміністративної служби (1 липня 1939)
- Фенріх адміністративної служби (1 грудня 1939)
- Оберфенріх адміністративної служби (1 серпня 1940)
- Лейтенант адміністративної служби (1 квітня 1941)
- Лейтенант-цур-зее (1 березня 1943)
- Оберлейтенант-цур-зее (1 квітня 1943)

## Нагороди
- Нагрудний знак флоту (16 жовтня 1942)
- Залізний хрест 2-го класу (16 січня 1943)